# 日朝平壌宣言
日朝平壌宣言（にっちょうピョンヤンせんげん、朝: 조일평양선언 朝日平壌宣言）は、2002年に北朝鮮の首都・平壌で発表された日朝両国政府による共同宣言。「小泉・金宣言（こいずみ・きむせんげん）」とも称する。その後の日朝関係の基礎となった政治宣言。

## 概要
2002年9月17日、平壌を訪問した日本国内閣総理大臣小泉純一郎が、朝鮮民主主義人民共和国国防委員長金正日と日朝首脳会談を行った際に調印された宣言文。拉致問題の解決、統治時代の過去の清算、日朝国交正常化交渉の開始などが盛り込まれた。
このとき金正日国防委員長は初めて公式に一部の拉致を認めて謝罪し、同年10月15日に拉致被害者の一部（5名）が北朝鮮から日本に帰国した。
2004年の第二回日朝首脳会談以後、拉致問題が進展しなくなったことや、2006年に北朝鮮政府がミサイル発射実験や核実験を強行したこと、日本政府がそれらを受けて経済制裁を強化してきたことなどにより、形骸化した状態となっている。2022年9月15日、宋日昊大使は同宣言について、「日本が制裁で白紙状態にした」と主張する談話を発表している。

## 批判

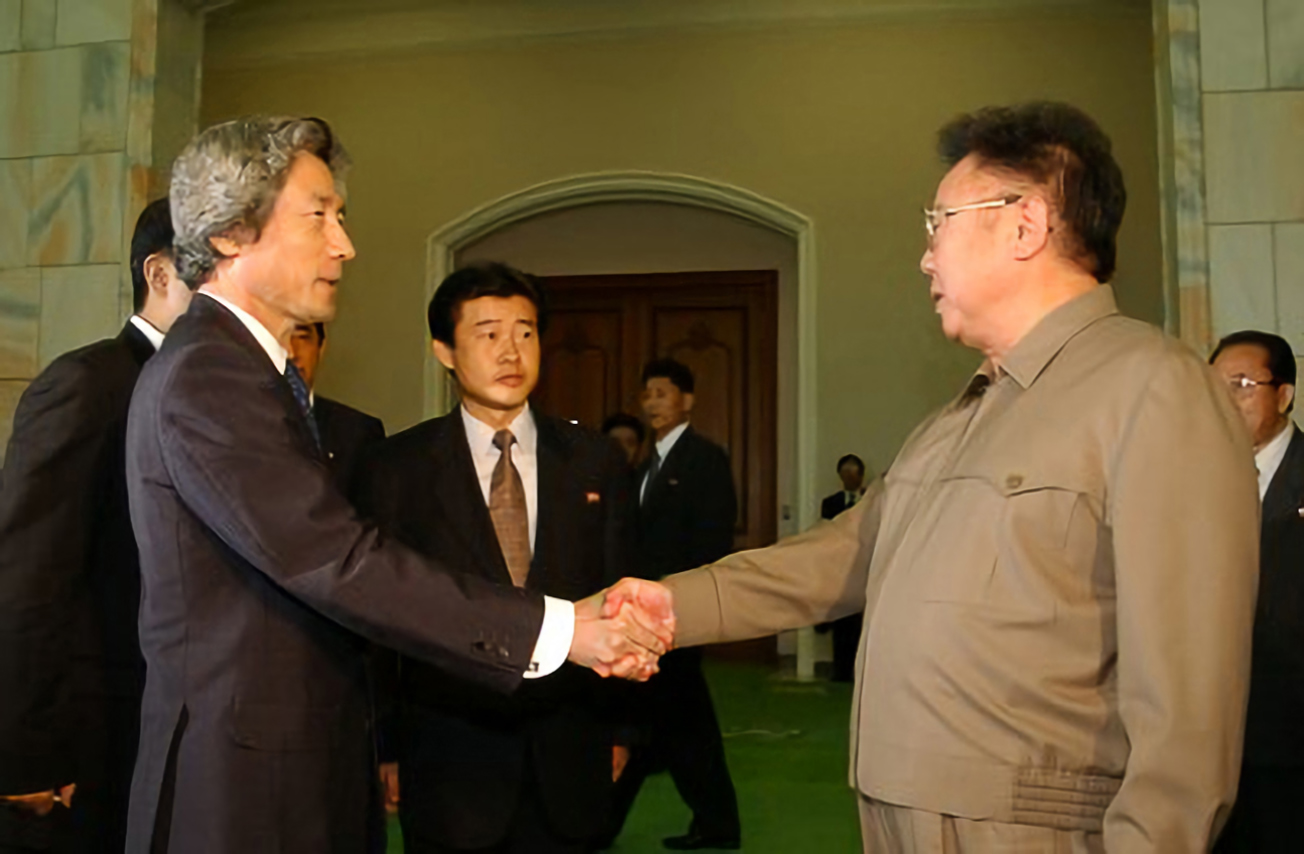
小泉純一郎と金正日

日朝平壌宣言においては、1991年の「日朝関係に関する日本の自由民主党、日本社会党、朝鮮労働党の共同宣言」（三党共同宣言）に関する言及がなされなかった。この点について、朝鮮大学校近現代史研究者の康成銀（朝鮮大学校朝鮮問題研究センター）は、「朝鮮政府や過去清算問題に携わっている市民運動側もピョンヤン宣言については強調するが、三党共同宣言についての言及は少ない。しかし、朝日関係の真の改善を目指そうとするならば、その理念は三党共同宣言に示されていることを再確認すべきだと思う」と主張している。
日朝平壌宣言には、「日本側は、過去の植民地支配によって、朝鮮の人々に多大の損害と苦痛を与えたという歴史の事実を謙虚に受け止め、痛切な反省と心からのお詫びの気持ちを表明した」との一文が盛り込まれているが、これについて国際政治学者の島田洋一は、不要な一文であり、大きな歴史の力が複雑に作用した結果である歴史事象としての韓国併合を、簡単で一面的な「歴史の事実」に還元し、敵対する相手の合意文書にこれを盛り込んだのは実に軽率で不見識きわまりないと批判している。
また、「1945年8月15日以前に生じた事由に基づく両国及びその国民のすべての財産及び請求権を相互に放棄するとの基本原則」が掲げられたことについても、日本側の一方的な譲歩であり、それ自体、多額の経済援助に等しいという島田からの指摘がある。さらに島田は、日本人拉致など1945年8月15日以降の北朝鮮の犯罪行為については、当然のことながら日本側から被害者への補償を要求しなければならないはずなのに、そこに何ら言及がないのも日朝宣言の欠陥であるとしている。
日本の政治家中山恭子によると、この宣言には「北朝鮮の拉致という犯罪行為については、今後再び生じることが無いよう適切な措置をとることを確認した」という文言があり、これは「忘れましょう、いずれにしても致し方ありませんということが明確に平壌宣言には書かれている」と解釈することが可能であり、したがって、「日本という国は、日本国家は、日本国民が拉致されていても、その救出にあたることは致しません。相手国にお任せします。これが戦後の日本の日本国民に対する方針です」と宣言したに等しいと論じている。同様の指摘は島田洋一も行っており、「今後再び」拉致をしなければ、北としては「合意を守っている」というかたちとなり、被害者の救出や保障問題が文面上切り捨てられてしまっていると論じている。
日朝平壌宣言は、正式な批准手続きを経た条約ではなく、あくまでも政権トップ間の合意文書にすぎない。しかも「双方は、朝鮮半島の核問題の包括的な解決のため、関連するすべての国際的合意を遵守する」とした平壌宣言に、北朝鮮は当初から違反している。島田洋一は、日朝平壌宣言は「単純な自虐史観を書き込むことで相手に歪曲宣伝の足場を提供し、体制の問題を顧慮することなく積極的経済支援を打ち出し、拉致被害者を切り捨て、北の核合意違反に目をふさいだ」もので、「理念なき日本外交を象徴する進歩派風官僚文書である」として批判し、政府は「即座にこの宣言の無効を宣言すべき」ことを主張している。
一方、関西大学の教員で、1991年に平壌の朝鮮社会科学院の准博士から「拉致講義」を受けた経験をもつ李英和は、小泉の電撃訪朝と金正日の公式謝罪、「5人生存」の引き出しが可能だったのは「動物的な勘に秀でた勝負師」である小泉純一郎と「日本の外務官僚らしからぬ胆力を備えた奇才」である田中均が手を組んだためと高く評価している。しかし、北朝鮮側の「8人死亡」の偽りの告白は日本の世論を激昂させ、小泉訪朝を毀誉褒貶の激しいものにしたことも事実だとしている。